# Twierdzenie Stone’a o reprezentacji algebr Boole’a
Twierdzenie Stone’a o reprezentacji algebr Boole’a – jedno z podstawowych twierdzeń w teorii algebr Boole’a, mówiące, że
Każda algebra Boole’a jest izomorficzna z pewnym ciałem zbiorów (traktowanym jako algebra Boole’a). Co więcej, ciałem tym jest rodzina otwarto-domkniętych podzbiorów pewnej zerowymiarowej zwartej przestrzeni Hausdorffa.
Twierdzenie udowodnione w 1936 roku przez amerykańskiego matematyka Marshalla Harveya Stone’a. Twierdzenie to stanowi pomost pomiędzy teorią algebr Boole’a a teorią zwartych, zerowymiarowych przestrzeni topologicznych.